# Walter Gotschke
Walter Gotschke (* 14. Oktober 1912 in Bennisch; † 28. August 2000 in Rangendingen) war ein deutscher Grafiker und Pressezeichner, der durch seine Automobil- und Grand-Prix-Illustrationen weltweite Bekanntheit erlangte.

## Leben

### Die ersten Jahre
Walter Gotschke wurde am 14. Oktober 1912 als sechstes von sieben Kindern eines Huf- und Wagenschmiedemeisters in Bennisch, Kreis Freudenthal, im damaligen Österreichisch-Schlesien geboren, das 1918 nach dem verlorenen Ersten Weltkrieg zur neugebildeten Tschechoslowakei gehörte. Von frühester Kindheit an zeichnete er wie besessen, zuerst die Tiere seiner ländlichen Umgebung, ab seinem 11. Lebensjahr die Automobile der Frühzeit, die er zu sehen bekam. Zwischen 1928 und 1932 studierte Gotschke Architektur, Hochbau und Ingenieurwissenschaften an der Baufachschule/Bautechnik in Brünn (Brno), vor dessen Toren 1930 der erste Masaryk Grand-Prix stattfand. Für das nächstjährige Rennen 1931 gewann er den vom tschechischen Automobilclub ausgeschriebenen Plakatwettbewerb. Mit der Clubbinde versehen hatte Gotschke jetzt freien Zutritt zu allen Rennveranstaltungen. Seine Skizzen von diesen Rennen wurden in der Tageszeitung veröffentlicht. Nach dem Studium arbeitete Walter Gotschke anstatt in seinem erlernten Architektenberuf als selbständiger Gebrauchsgrafiker. Im Frühjahr 1938 unternahm er, aufgrund der sich zuspitzenden politischen Lage in der Tschechoslowakei nach dem Anschluss Österreichs ans Deutsche Reich, eine Berufsorientierungs-Rundreise bei Autoherstellern in Deutschland. Zum 1. Juni 1938 bekam er eine Anstellung bei Daimler-Benz in Stuttgart. Sein Aufgabengebiet umfasste technische Zeichnungen, Prospekte und Anzeigen für Flug- und Schiffsmotoren. Nach Feierabend entstanden die Mercedes-Benz-Rennplakate, die nach einem Sieg weltweit verschickt wurden. Ende 1939 heiratete Gotschke die Professorentochter Erika Krohmer (* 18. Juli 1915) aus Brünn, die er zu sich nach Stuttgart holte. 1940 gewann er den firmeninternen Kalenderwettbewerb, bei dessen Ausführung mit Gouachefarben er zu seiner Maltechnik fand, die er lebenslang beibehielt.

### Kriegsjahre
Nach 1940 wurde aufgrund der Produktionsumstellung im Zweiten Weltkrieg die Werbetätigkeit bei Daimler-Benz gedrosselt, Walter Gotschke erhielt seine Entlassung. Als selbständiger Grafiker arbeitete er für Buch- und Zeitschriftenverlage, bis er zum Kriegsdienst eingezogen wurde. Im Auftrag der Zeitschrift Signal begleitete er als Sonderführer der Propaganda-Kompanie von Juli bis Oktober 1941 ein Panzerregiment im Unternehmen Barbarossa bis nach Leningrad, um zeichnerisch darüber zu berichten. 1942 erhielt er den Carl-Schnebel-Preis für die beste Kriegs-Pressezeichnung des Jahres. Ab November 1942 zeichnete Walter Gotschke auftragsgemäß in Südfrankreich, unter anderem im Kriegshafen von Toulon die Selbstversenkung der Vichy-Flotte und in Marseille die Demontage der französischen Flotte sowie die „Säuberung der Altstadt“. 1943 war er mit einer Serie von sieben Zeichnungen Unsere Panzergrenadiere auf der Großen Deutsche Kunstausstellung in München vertreten. 1943 stellte der A. Daehler-Verlag im Auftrag des OKH zum „Geburtstag des Führers“ eine Mappe mit Gotschke-Originalzeichnungen vom Russlandfeldzug zusammen. Bei der Überreichung fragte Adolf Hitler nach dem Künstler, woraufhin Gotschke per Depesche von Frankreich nach Deutschland zurückgefordert wurde. Infolge der sich verschärfenden Kriegsereignisse kam es nicht zum Treffen; Gotschke wurde von Generaloberst Guderian empfangen, der ihn zu den Panzertruppenschulen versetzte. Im Juli 1943 wurde Gotschkes Frau Erika mit den 1941 und 1943 geborenen Töchtern zu Verwandten nach Karlsthal (Sudetenland) evakuiert, wo die Kinder im Januar 1945 durch einen Schwelbrand an Rauchvergiftung starben. Ende Januar erhielt Erika Gotschke die Erlaubnis, zu ihrem Mann in die Kaserne nach Potsdam-Krampnitz zu fahren. Kurz darauf wurde seine Einheit nach Landeck in Tirol verlegt, wobei ihn seine Frau begleitete. Sie fand eine Unterkunft auf der Wand oberhalb des 30 Kilometer entfernt liegenden Dorfes Pfunds. Walter Gotschke besuchte sie dort und blieb eines Tages ganz da. Er meldete sich bei einer schwäbischen Infanterie-Einheit, die in Pfunds stationiert war, half aber den Bauern bei der Beseitigung von Lawinenschutt und hütete ihre Kühe. Nach Kriegsende 1945 kam er zusammen mit der schwäbischen Infanterie-Einheit, die der auf dem Rückzug befindlichen Italienarmee zugeschlagen wurde, nach Bayern in amerikanische Kriegsgefangenschaft, wo er bald entlassen wurde und als heimatloser Volksdeutscher aus der Tschechoslowakei nach Tirol zurückkehren durfte. Bei den Bauern nahm er seine Tätigkeit als Kuhhirte wieder auf. Es dauerte nicht lange und es erschienen seine Berg- und Kuhskizzen in der Tiroler Tageszeitung.

### Der Auto-Autodidakt
Durch seine Publikationen begann Walter Gotschke bekannt zu werden. Er erhielt Aufträge von Unternehmen und Verlagen und bewohnte ein kleines Atelier im Stubaital. Auf der Suche nach Arbeit ständig zwischen Innsbruck und Bregenz unterwegs, sah er eines Tages in Bregenz die amerikanischen Autos, die zur Festwoche aus der Schweiz herüberkamen, und deren Formgebung ihn sehr beeindruckte und nicht mehr losließ. Im Februar 1946 wurde ihm eine dritte Tochter geboren. Daimler-Benz, für die er schon von Tirol aus wieder als Werbegrafiker arbeitete, holte ihn Ende 1949 zurück nach Stuttgart. Dort bekam er Kontakt zu dem Chefredakteur der Zeitschrift Das Auto, in der dann 1951 Gotschkes, durch die Formgebung der amerikanischen Autos inspirierter, Artikel Automobilarchitektur – Eine fast zu späte Betrachtung der Formprobleme im Automobilbau erschien. Der Daimler-Benz-Vorstand empfand den Artikel als öffentliche Kritik an der Formgebung seiner Kraftfahrzeuge, weshalb das Unternehmen Walter Gotschke die Aufträge entzog. 1952 engagierte Ford Deutschland Gotschke als Grafiker für die Werbedrucksachen ihres neuen Taunus M-Modells. Fallweise arbeitete er außerdem für Schenk-Anhänger, MAN Nutzfahrzeuge, Klöckner-Humboldt-Deutz (Magirus-Deutz), Kässbohrer, Shell, Maybach, Goodyear, Gulf Benzol, Austin, Ford England, Fiat, Nissan, Marwitz-Brillen, Volkswagen, Clymer Publications und andere. Im Februar 1955 wurde Gotschke Vater eines Sohnes. Soweit es die Arbeitstermine erlaubten, besuchte Walter Gotschke Automobilrennen. Ab Mitte 1960 wurden in der Werbung die Zeichnungen vermehrt durch Fotografien ersetzt. Gotschke verlegte seinen Arbeitsschwerpunkt deshalb auf Illustrationen zu aktuellen wie historischen Themen des Automobilsports in Magazinen und Automobilpublikationen wie Motor-Revue, ams, Sports-Illustrated, Quattroroute, Road&Track, Automobile Quarterly und anderen. 1976 starb seine Frau Erika Gotschke an Magenkrebs. 1981 heiratete Walter Gotschke seine Nichte Gerhild Drücker, geb. Klenner (* 19. Februar 1938 in Neisse, Oberschlesien), die ihn bei seiner Arbeit unterstützte. Seine publizistischen Arbeiten wurden durch Ausstellungen ergänzt, er wurde Mitglied der Automotive Fine Art Society (AFAS) in den USA, Autokunstsammler begannen, sich für seine Werke zu interessieren. Nach dem Dallas-Grand-Prix 1984 irritierten Sehstörungen Gotschke am rechten Auge; das linke war schon vor Jahren durch einen leichten Schlaganfall erblindet. Im folgenden Jahr erblindete er ganz. Anfang 1990 zog er aufs Land, wo er am 28. August 2000 starb.

## Referenzen
- Harry Niemann: Die Sternenmaler, Motorbuch Verlag, 2008, S. 20–49, ISBN 978-3-613-02864-7.
- Der Autodidakt Christian Steiger, Mercedes-Benz Classic, 04-2003, S. 34–40.
- Auto-motoviert: Besser als Walter Gotschke fing kein anderer Künstler den Automobilen Zeitgeist ein Reinhard Bogena, Markt, Cabrio Revue, Juni 6/92, S. 36–40.
- Walter Gotschke: Capturing Movement on Paper Jacques Vaucher, VINTAGE motorsport, Nov/Dec 1991, P. 54-55.
- Zeichen der Zeit Corinna Freudig, auto motor und sport, 21/1992, S. 216–219.
- Auf die Tube gedrückt: Automaler aus Leidenschaft Rainer Schneekloth, iwz, 23.–29. März 1985, Titelseite, S. 6–10.
- They were there: Walter Gotschke I DRAW CARS Reinhard Seiffert, christophorus, No. 151/February 1981, P. 22–26.
- "Walter Gotschke: Picasso an der Rennstrecke – Fotos mit dem Malerpinsel", Peter Groshupf, hobby: magazin der technik, 26. Oktober 1981, S. 19–27.
- Autokünstler aus Berufung Reinhard Bogena, Drive International, 10/97, S. 62–65.

- WALTER GOTSCHKE Perhaps the world's greatest automotive artist, John Lamm, ROAD&TRACK, November 1978, P. 20–28.
- Automobile Quarterly Magazin: Vol  2 No 2: recollection of an enthusiast -- the illustrations of walter gotschke
- Automobile Quarterly Magazin: Vol  4 No 1: RACING IMPRESSIONS
- Automobile Quarterly Magazin: Vol  6 No 3: The Grand Prix Cars of The Thirties
- Automobile Quarterly Magazin: Vol  6 No 4: Is Your car an EGG or a POTATO?
- Automobile Quarterly Magazin: Vol  7 No 1: The Caracciola Story
- Automobile Quarterly Magazin: Vol  8 No 1: AUTO UNION RENNWAGEN
- Automobile Quarterly Magazin: Vol  9 No 2: PORSCHE: RACING PORTFOLIO
- Automobile Quarterly Magazin: Vol 11 No 3: The Grand Prix Cars of the Forties
- Automobile Quarterly Magazin: Vol 15 No 4: ADLER The Eagle from Frankfurt
- Automobile Quarterly Magazin: Vol 20 No 1: The Grand Prix Cars of the Fifties
- Automobile Quarterly Magazin: Vol 24 No 1: The power and glory of Mercedes-Benz, as captured by its most gifted witness
- Automobile Quarterly Magazin: Vol 38 No 3: The Grand Prix Cars of the Twenties
- The Color and Emotion of Le Mans", Sports Illustrated, June 23, 1958, P. 20–24.
- Ich zeichne Autos", Herbert Buzas, Die Wochenpost (Österreich), 9. August 1947, S. 5.